# Francis Tregian il Vecchio

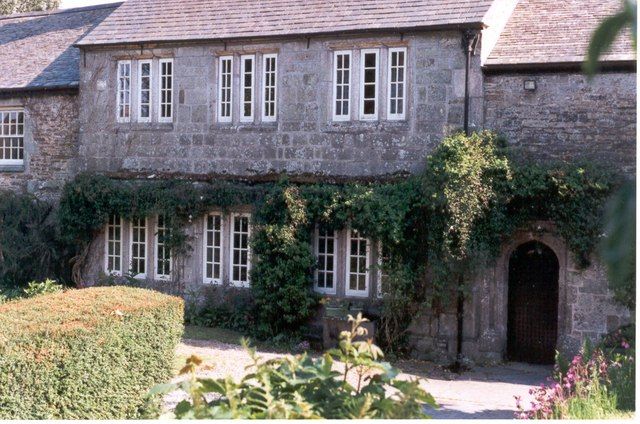
Golden Manor House

Francis Tregian il Vecchio (1548 – 1608) è stato un nobile inglese figlio di Thomas Tregian di Wolvenden Probus e Catherine Arundell. Convinto cattolico, erdeditò diverse importanti proprietà immobiliari alla morte del padre. Fra queste i manieri di Bedock, Landegy, Lanner e Carvolghe, e la dimora di famiglia 'Golden', nella parrocchia civile di Probus, vicino Truro. Fu il padre di Francis Tregian il Giovane.

## Biografia
Nel 1576 Tregian ospitò un seminarista cattolico, Cuthbert Mayne, facendolo passare come suo servitore. L'8 giugno 1577, lo Sceriffo di Cornovaglia, Sir Richard Grenville circondò la casa con alcune centinaia di uomini ed arrestò sia Tregian che Mayne, quest'ultimo giustiziato lo stesso anno. Tregian venne anch'esso condannato a morte, ma la sentenza fu poi trasformata nel carcere a vita. Venne incarcerato a Windsor e quindi in diverse prigioni di Londra per ventotto anni, prima di essere graziato da re Giacomo I.
L'esecuzione di Cuthbert Mayne marcò l'inizio del violento regime elisabettiano contro i cattolici, che ebbe fra le sue vittime più famose Edmund Campion, giustiziato nel 1581. Tregian era nella Fleet Prison all'epoca dell'esecuzione di Campion, ma il suo intimo amico converso gesuita Thomas Pounde era alla Torre di Londra con Campion. Le sofferenze di Tregian e Campion fecero parte della storia della persecuzione dei cattolici inserita nella prima parte del poema di Pounde, "A Challenge unto Foxe the Martyrmonger...with a comfort unto all afflicted Catholics," confiscato nel 1581 e pervenuto in una sola copia custodita al The National Archives. Il poema fu probabilmente dedicato a Tregian. Esso è preceduto da una dedica che dice: “To the ryght worshipfull my loving brother Mr F health & welthe in our Savyor”. Secondo studiosi cattolici del XIX secolo come Richard Simpson e Henry Foley, "Mr F" era Francis Tregian. C'è un elemento di congettura nell'identificazione, ma è certo che Pounde e Tregian siano stati insieme per nove mesi nel confinamento di Marshalsea, Pounde da marzo 1576 a settembre 1580 e Tregian da settembre 1577 fino al almeno giugno 1578, e che dati i loro comuni interessi letterari si sarebbero conosciuti lì. La Torre e Fleet Prison erano separate da poco più della larghezza del Tamigi e Tregian aveva il privilegio di ricevere visitatori. Manoscritti clandestini e libri circolavano tra tutte le prigioni di Londra, e pertanto non è sorprendente che il manoscritto di Pounde possa essere stato trasportato dalla Torre alla Fleet Prison.
Dopo la grazia ricevuta da re Giacomo, Tregian si ritirò a Madrid, dove godette di una pensione elargitagli da Filippo III di Spagna. Morì nell'ospizio dei gesuiti della chiesa di St Roque a Lisbona, dove venne inumato all'impiedi sotto il pulpito occidentale, per simboleggiare la sua avversione alla regina Elisabetta.